# Том Мейган
Том Мейган (11 січня 1981, Лестер, Англія) — британський співак, відомий як колишній вокаліст британського інді-рок-гурту «Kasabian». Є одним з засновників колективу.

## Життєпис
До того як стати музикантом, Том встиг попрацювати на взуттєвій фабриці та сталелітійному підприємстві. Згодом, у 1999, йому запропонували приєднатись до молодого колективу, який тоді називався Sun Ra. Гурт зробив кілька демо-записів, які розіслав по офісах фірм звукозапису. Контракт з новачками підписав лебл BMG. Згодом колектив змінив назву на KASABIAN. За п'ять років, з моменту підписання контракту з лейблом, гурт встиг видати три студійних роботи, кожна з яких ставала двічі платиновою у Великій Британії.
Мейган широко відомий за його коментарі в засобах масової інформації, які часто пов'язані з іншими музикантами.
6 липня 2020 року було оголошено, що Мейган полишає Kasabian за взаємною згодою через особисті проблеми. Наступного дня він визнав свою вину в нападі на свою колишню наречену 9 квітня 2020 року.